# Barbara Niggl Radloff

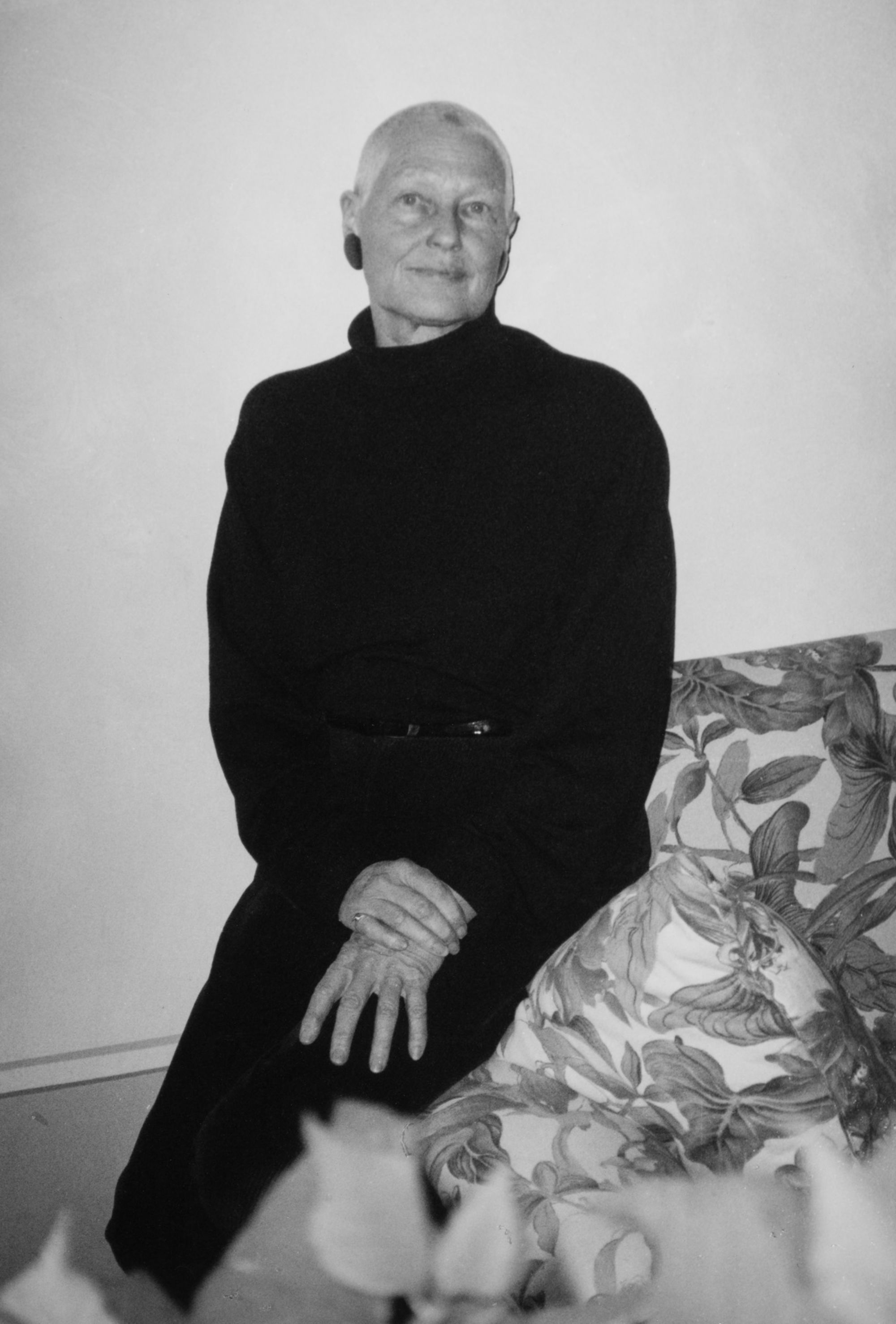
Barbara Niggl Radloff 2002 (Selbstporträt)

Barbara Niggl Radloff (* 4. Februar 1936 in Berlin; † 26. Februar 2010 in Feldafing) war eine deutsche Fotografin. Sie war als Fotojournalistin tätig und porträtierte zahlreiche prominente Literaten und Kunstschaffende.

## Biografie
Barbara Niggl kam am 4. Februar 1936 als Tochter von Ingeborg Niggl Prym und Arthur Niggl in Berlin zur Welt. Kurz nach ihrer Geburt übersiedelte die Familie nach Feldafing, 1951 zog sie nach München.
Ihre fotografische Ausbildung absolvierte Niggl von 1955 bis 1957 am privaten Münchner Institut für Bildjournalismus bei Hans Schreiner. Ein halbes Jahr nach ihrer Abschlussprüfung veröffentlichte Niggl mit 22 Jahren ihr erstes seitenfüllendes Foto mit dem Titel „Katzenkonzert“ in der Süddeutschen Zeitung 1960 war sie ein Jahr als Verlagsfotografin der Münchner Illustrierten tätig. 1961 erhielt sie einen Vertrag bei der Zeitschrift Scala International, für die sie bis 1966 arbeitete. Neben Reportagen über Mode, Gesellschaft und die Lebenswelten junger Frauen machte sie zahlreiche Porträts von Prominenten wie Truman Capote, Evelyn Waugh, Max Frisch, William Saroyan, Günter Grass, Friedrich Dürrenmatt und Heinrich Böll.
Ihre Fotografien erschienen unter anderem in der Süddeutschen Zeitung, der Frankfurter Allgemeinen Zeitung und in Magazinen wie Quick, Brigitte und Twen sowie in dem für die Fotografie bedeutenden Jahrbuch Das Deutsche Lichtbild.
1961 heiratete sie den Maler Gunther Radloff. Sie siedelte 1966 nach Feldafing am Starnberger See um. Bis 1966 unternahm Barbara Radloff zahlreiche Reisen in Deutschland, nach Israel und Moskau, wo sie Menschen aus allen Gesellschaftsschichten fotografierte. Ab 1986 porträtierte sie die Gäste des Münchner Künstlerhauses „Villa Waldberta“ in Feldafing, darunter Imre Kertész, Sarah Kirsch, Boris Groys, Boris Michailov, Yehuda Altmann und Ljudmila Ulitzkaja.
Barbara Niggl Radloff starb am 26. Februar 2010 in Feldafing. Der Nachlass ihrer Pressefotografien gelangte 2018 an das Münchner Stadtmuseum. Er umfasst über 2500 Abzüge sowie das Negativarchiv der Fotografin mit insgesamt mehr als 50.000 Aufnahmen. Die Fotografien wurden wissenschaftlich erschlossen und eine Auswahl ab November 2021 in der Ausstellung Vertrauliche Distanz. Fotografien von Barbara Niggl Radloff 1958–2004 der Öffentlichkeit zugänglich gemacht.

## Galerie

Porträts
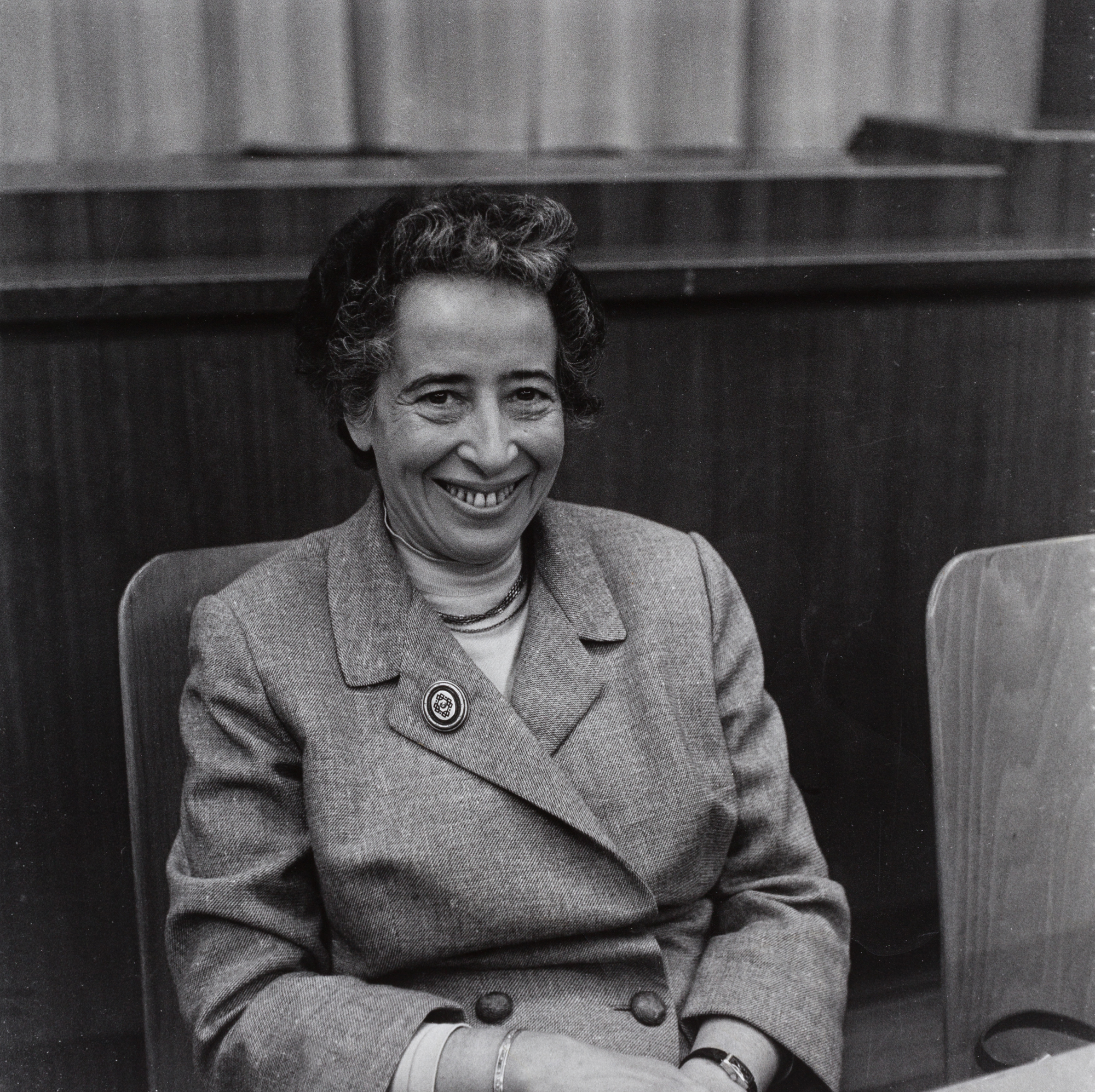
Hannah Arendt (1958)
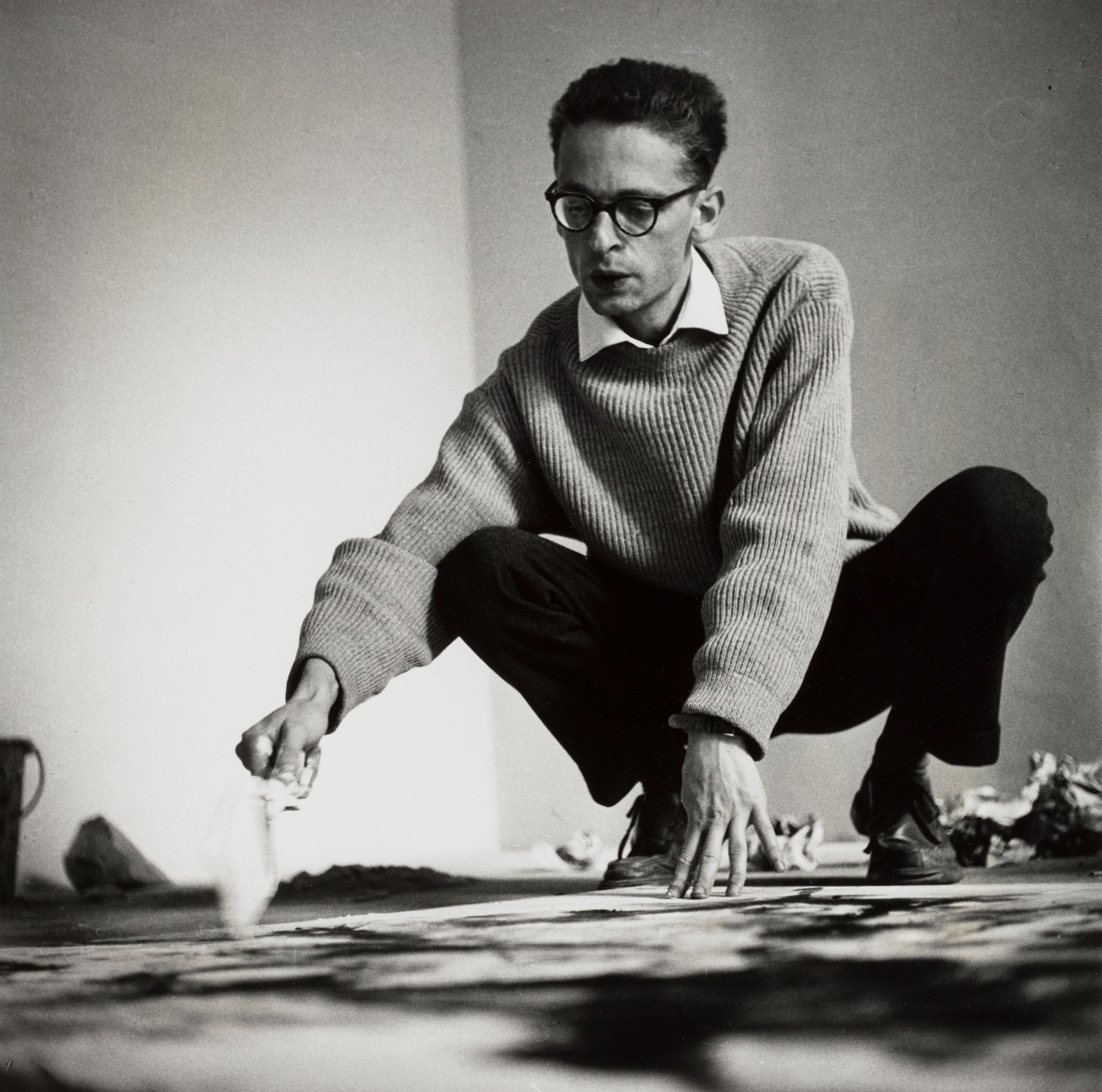
Hans Platschek (1958)
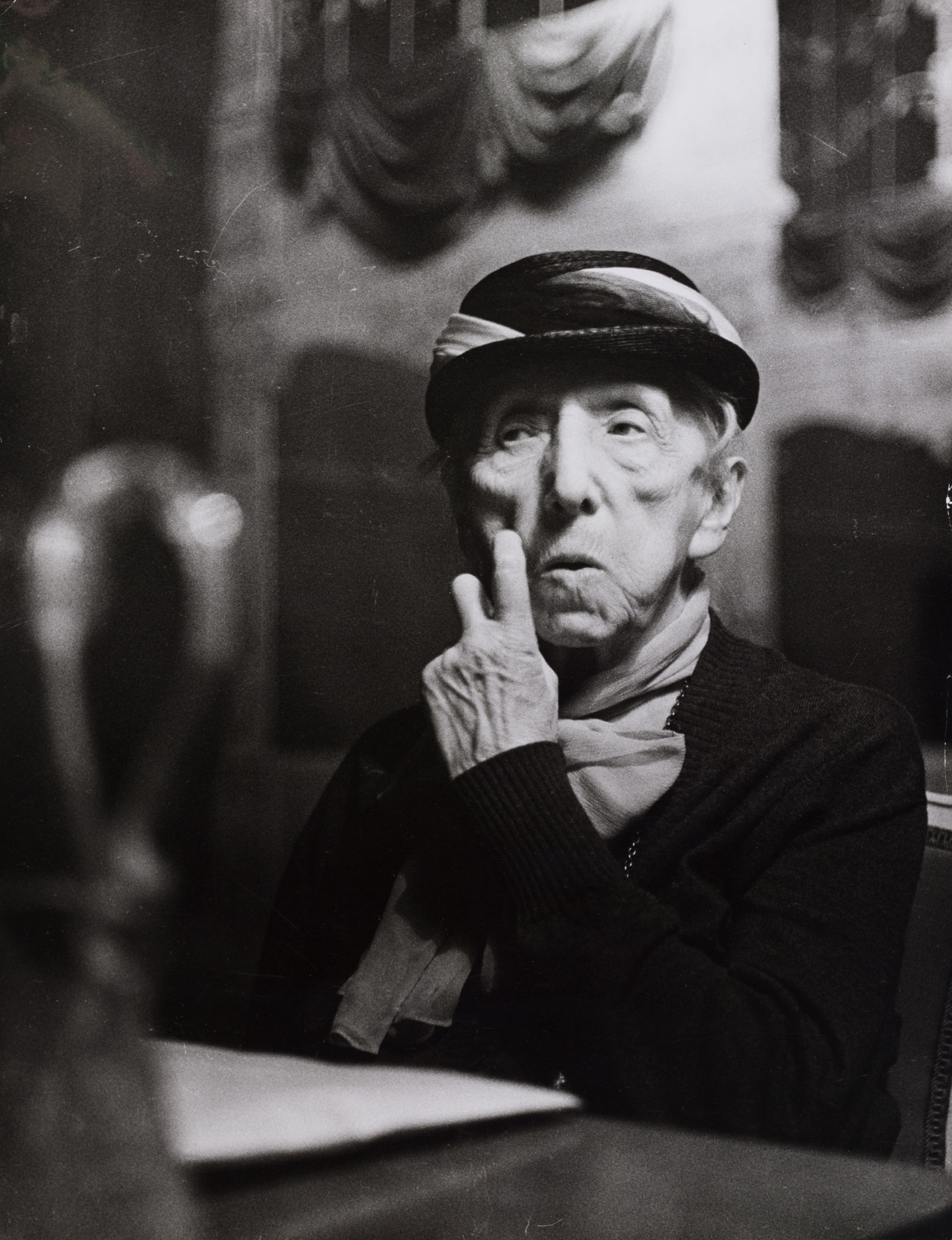
Annette Kolb (1959)
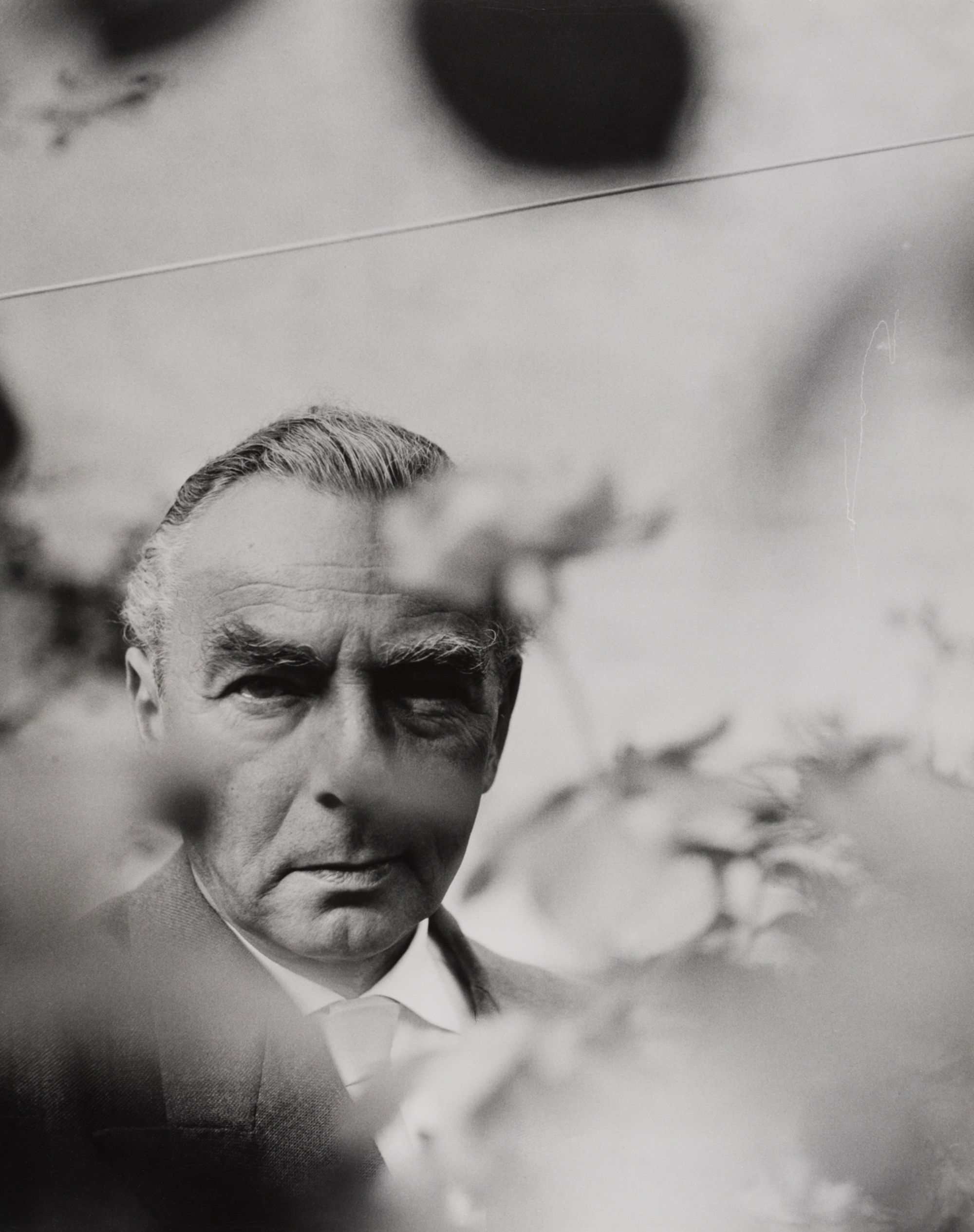
Erich Kästner (1962)

Gesellschaft
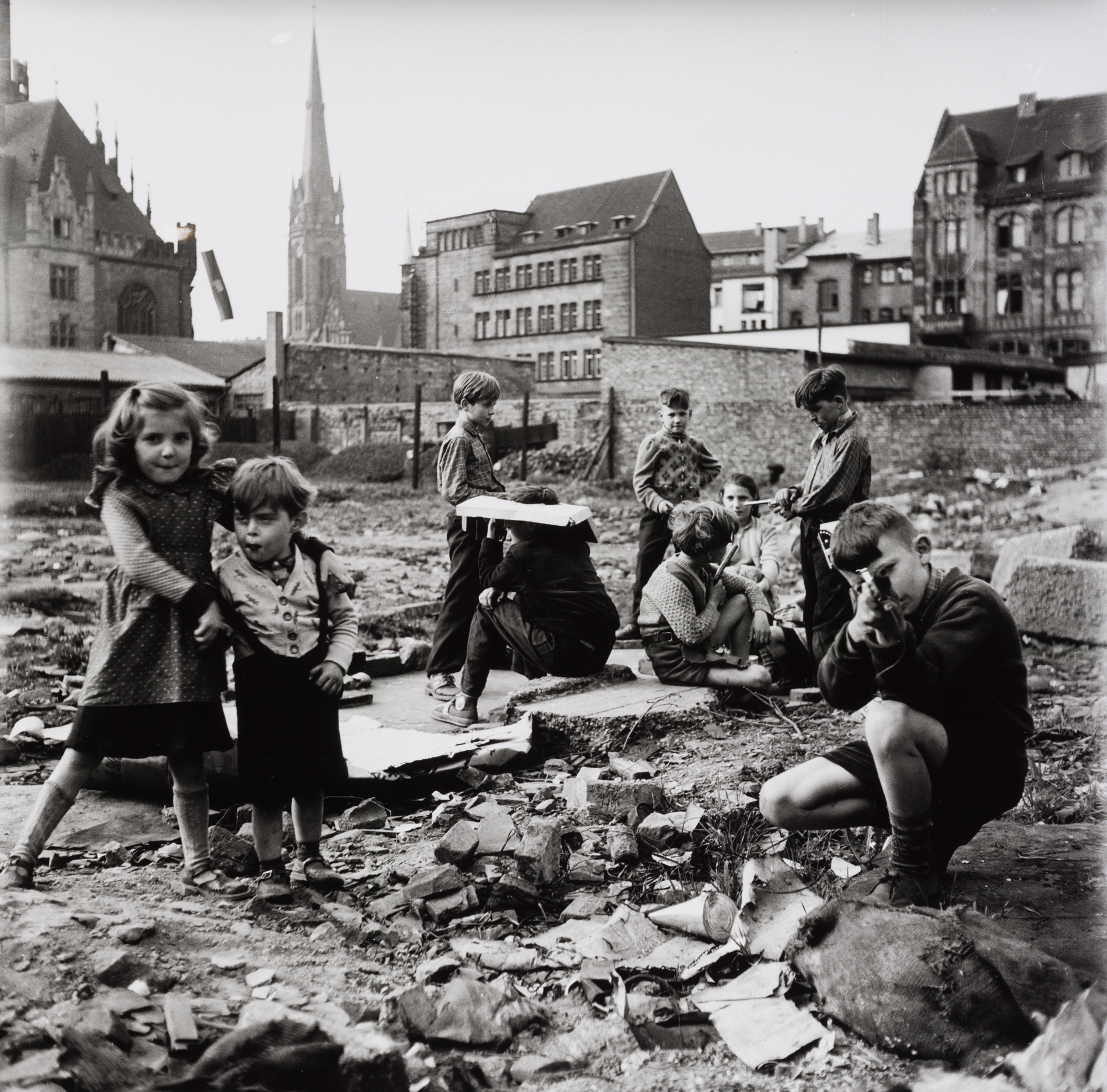
Spielende Kinder, Saarbrücken (1959)
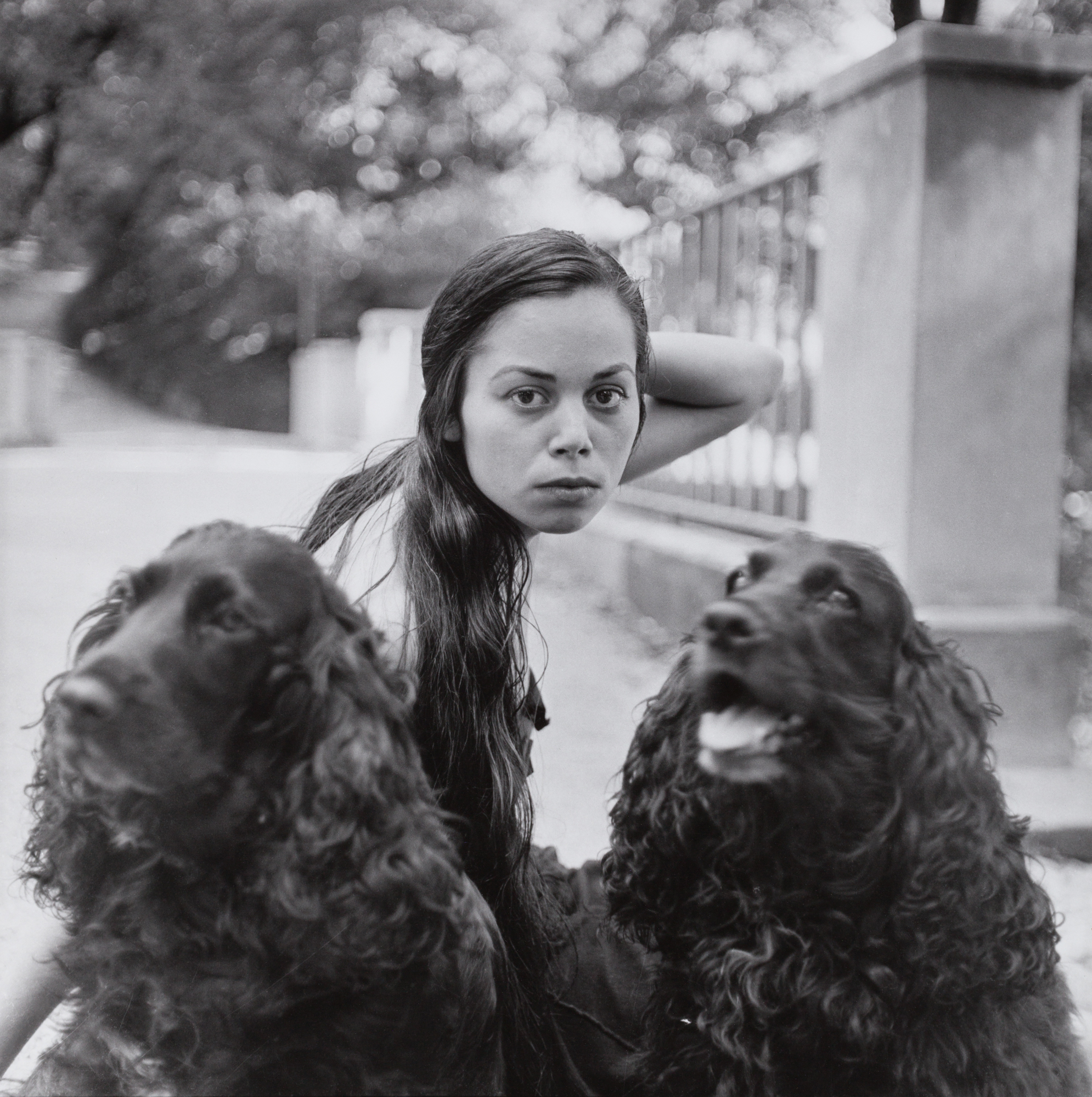
Frau mit Hunden, München (1959)
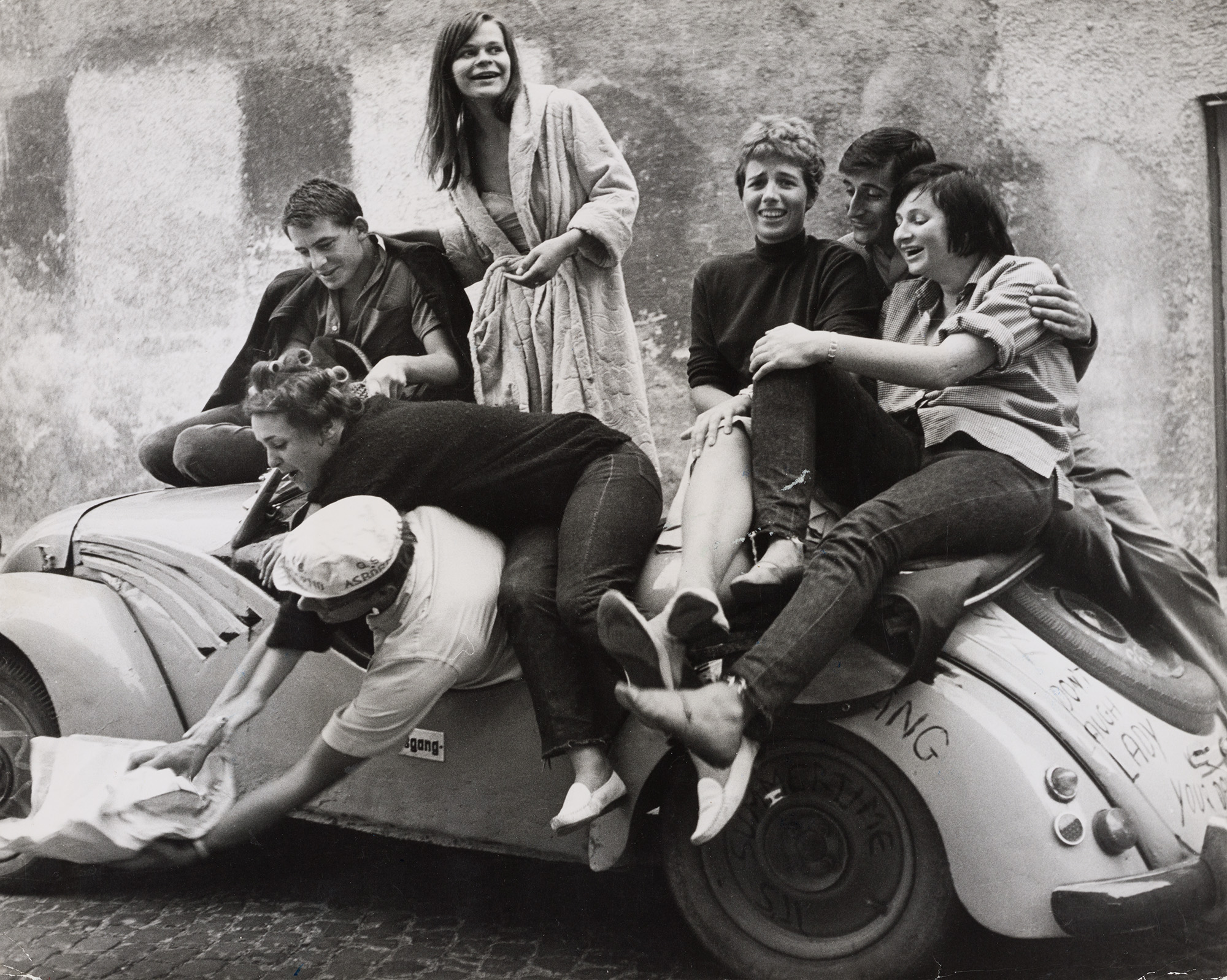
Die Autofahrt, München (1959/60)
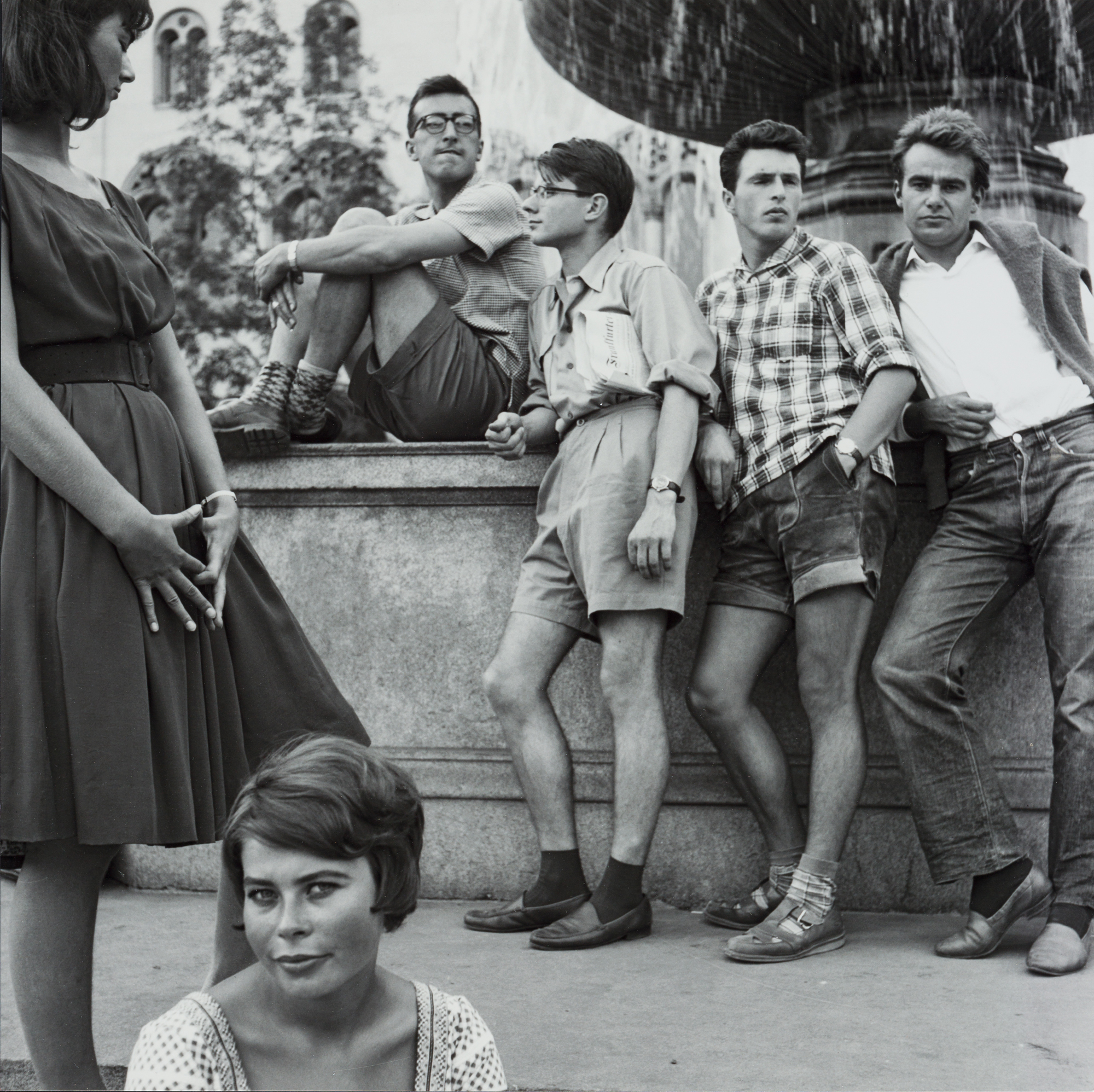
Studenten am Geschwister-Scholl-Platz, München (vor 1962)

## Ausstellungen
- „Fotostories. 222 Fotos von 7 Bildjournalisten“, Fotomuseum im Stadtmuseum, München 1962.
- „Fotografien 1958–1962“, Deutsches Historisches Museum, Berlin, 1996.
- „Fotografien 1958–1962“, Kulturforum Alte Post, Neuss, 1997.
- „Künstlerportraits“, Villa Waldberta (Künstlerhaus der Landeshauptstadt München), Feldafing am Starnberger See, 1997.
- „Fotoarbeiten und Fotoinstallationen“, Badischer Kunstverein, Karlsruhe, 1998.
- „Fotografien – Gedächtnisbilder“,Wanderausstellung in Zusammenarbeit mit der Zentrale des Goethe-Instituts München, 1998–2000.
- „Barbara Niggl Radloff“, Fotogalerie Karin Schneider-Henn, Wasserburg, 2011.[7]
- „Vertrauliche Distanz. Fotografien von Barbara Niggl Radloff 1958–2004“, Münchner Stadtmuseum, München, 19. November 2021 – 20. März 2022.[6]